# Muhtar
Muhtar es el nombre que recibe la máxima autoridad electa en una aldea en Turquía. En las ciudades también cada barrio tiene un muhtar pero con un estatus ligeramente diferente. Quienes ostentan el puesto de Muhtar y sus consejos de aldea ( en turco: Azalar or İhtiyar heyeti    ) son elegidos por sufragio directo en las elecciones locales por cinco años. Son figuras independientes a los partidos políticos que no pueden presentar candidaturas para estos puestos. Se calcula que en Turquía hay unas 50.000 personas ostentan este puesto que representa el primer eslabón del poder electo.

## Responsabilidades
Su papel varía según sean responsables de aldeas rurales o de barrios en las ciudades. 
Durante la presidencia de Tayyib Erdogan (2014) su papel en la estructura del estado ha aumentado en relevancia potenciando su papel de vigilancia y control de la población para denunciar a «enemigos del Estado y terroristas».

### Muhtares rurales
En cada aldea, muhtar es la máxima autoridad electa de la aldea ya que no existe la figura de alcalde o alcaldesa en una aldea. Según la Ley de Aldeas. Sus tareas se dividen en dos grupos: las tareas obligatorias se refieren al bienestar de la aldea, la salud pública, la educación primaria, la seguridad y la notificación de anuncios públicos, etc. Las tareas no obligatorias dependen de las demandas de la población.

### Muhtares urbanos
También existe la misma figura en cada barrio de las ciudades. Sus obligaciones son menores y tienen labores más burocráticas como registrar a la población residente del barrio y proporcionar copias oficiales de certificados de nacimiento y tarjetas de identificación.